# Davina Ittoo
Davina Ittoo ou Davina Itoo, romancière mauricienne, est le nom de plume de Sandiabye Ittoo, née le 2 août 1983 à Quatre Bornes. Elle écrit en français.
Elle est lauréate du prix Jean-Fanchette en 2015 et remporte le prix Indianocéanie en 2019.

## Biographie
Élève à l'école de la Visitation RCA, elle poursuit des études secondaires au collège Queen Elizabeth. Puis elle part en France où elle s'installe pendant douze ans. Elle étudie à la Sorbonne et en 2015 est titulaire d'un doctorat de littérature française portant sur les mythes bibliques dans l'œuvre d'Albert Cohen.
À son retour à l'île Maurice, elle est maître de conférences à la Open University of Mauritius où elle enseigne la littérature française et la phonétique.
Le prix littéraire mauricien Jean-Fanchette, présidé par J.M.G. Le Clézio, reçu pour sa nouvelle, La Proscrite, l'encourage sur la voie de la fiction. Un premier roman est publié en 2019 : Misère obtient le prix Indianocéanie 2019, et est finaliste de plusieurs prix.
En 2021, elle publie un second roman, Lorsque les cerfs-volants se mettront à crier, toujours ancré sur la société mauricienne et la place des femmes.

## Œuvre
- La Proscrite et autres nouvelles, auto-édition, 2015
- Misère, éditions Atelier des Nomades, 2019
- Lorsque les cerfs-volants se mettront à crier, éditions Project'îles, 2021

## Prix et distinctions
- prix Jean-Fanchette 2015 pour la nouvelle La Proscrite
- prix Indianocéanie 2019 pour son roman Misère
- finaliste du prix Vanille – Œuvre de fiction 2020 pour Misère
- finaliste du grand prix du roman métis 2020 pour Misère
- finaliste du prix Orange du livre en Afrique 2021 pour Misère
- finaliste du prix Athéna 2021 pour Misère